# Alpiner Skiweltcup 2017/18
Der Alpine Skiweltcup 2017/18 begann am 28. Oktober 2017 und endete am 18. März 2018.
Der Weltcupauftakt sollte vom 28. bis 29. Oktober 2017 in Sölden (Österreich) ausgetragen werden, allerdings wurde der Herren-Riesenslalom, der für Sonntag geplant gewesen wäre, wegen des schlechten Wetters abgesagt. Während der XXIII. Olympischen Winterspiele vom 9. bis 25. Februar 2018 in Pyeongchang (Südkorea) wurde die Saison unterbrochen. Das Weltcupfinale sollte vom 14. bis 18. März 2018 in Åre (Schweden) ausgetragen werden, allerdings wurden der Damen-Riesenslalom und der Herren-Slalom, die für Sonntag geplant gewesen wären, wegen des schlechten Wetters abgesagt.
Als Wettbewerbe fanden bei den Herren 36 Rennen an 19 Orten, bei den Damen 38 Rennen an 21 Orten und im Mixed ein Mannschaftswettbewerb statt. Als Sieger gingen bei den Herren Marcel Hirscher (Österreich), bei den Damen Mikaela Shiffrin (Vereinigte Staaten) und im Nationencup Österreich hervor.

## Weltcupwertungen

### Gesamt
| Rang | Name                          | Punkte |
| ---- | ----------------------------- | ------ |
| 1.   | Marcel Hirscher               | 1620   |
| 2.   | Henrik Kristoffersen          | 1285   |
| 3.   | Aksel Lund Svindal            | 0886   |
| 4.   | Kjetil Jansrud                | 0884   |
| 5.   | Beat Feuz                     | 0856   |
| 6.   | Alexis Pinturault             | 0707   |
| 7.   | Vincent Kriechmayr            | 0704   |
| 8.   | Thomas Dreßen                 | 0672   |
| 9.   | Matthias Mayer                | 0622   |
| 10.  | Hannes Reichelt               | 0535   |
| 11.  | André Myhrer                  | 0552   |
| 12.  | Dominik Paris                 | 0518   |
| 13.  | Manuel Feller                 | 0481   |
| 14.  | Victor Muffat-Jeandet         | 0458   |
| 15.  | Aleksander Aamodt Kilde       | 0454   |
| 16.  | Peter Fill                    | 0446   |
| 17.  | Max Franz                     | 0433   |
| 18.  | Adrien Théaux                 | 0407   |
| 19.  | Michael Matt                  | 0394   |
| 20.  | Christof Innerhofer           | 0389   |
| 21.  | Manfred Mölgg                 | 0376   |
| 22.  | Daniel Yule                   | 0370   |
| 23.  | Mauro Caviezel                | 0358   |
| 24.  | Leif Kristian Nestvold-Haugen | 0346   |
| 25.  | Luca Aerni                    | 0333   |
| 26.  | Ramon Zenhäusern              | 0326   |
| 27.  | Matts Olsson                  | 0299   |
| 27.  | Loïc Meillard                 | 0299   |
| 29.  | Sebastian Foss Solevåg        | 0298   |
| 30.  | Justin Murisier               | 0276   |
| 31.  | Andreas Sander                | 0275   |
| 32.  | Stefano Gross                 | 0274   |
| 33.  | Žan Kranjec                   | 0272   |
| 34.  | Josef Ferstl                  | 0237   |
| 34.  | Dave Ryding                   | 0237   |
| 36.  | Linus Straßer                 | 0224   |
| 37.  | Mattias Hargin                | 0214   |
| 38.  | Brice Roger                   | 0211   |
| 39.  | Marco Schwarz                 | 0210   |
| 40.  | Ted Ligety                    | 0188   |
| 41.  | Manuel Osborne-Paradis        | 0177   |
| 42.  | Gilles Roulin                 | 0173   |
| 43.  | Fritz Dopfer                  | 0162   |
| 44.  | Clément Noël                  | 0156   |
| 45.  | Bryce Bennett                 | 0150   |
| 46.  | Jonathan Nordbotten           | 0149   |
| 47.  | Romed Baumann                 | 0146   |
| 48.  | Mathieu Faivre                | 0145   |
| 49.  | Luca De Aliprandini           | 0143   |
| 50.  | Stefan Luitz                  | 0140   |
| 51.  | Florian Eisath                | 0134   |
| 52.  | Martin Čater                  | 0133   |
| 53.  | Jean-Baptiste Grange          | 0130   |

| Rang | Name                     | Punkte |
| ---- | ------------------------ | ------ |
| 54.  | Maxence Muzaton          | 121    |
| 54.  | Johan Clarey             | 121    |
| 56.  | Christian Walder         | 111    |
| 57.  | Pawel Trichitschew       | 109    |
| 58.  | Tommy Ford               | 105    |
| 59.  | Julien Lizeroux          | 104    |
| 60.  | Thomas Fanara            | 102    |
| 60.  | Christian Hirschbühl     | 102    |
| 62.  | Felix Neureuther         | 100    |
| 63.  | Jared Goldberg           | 097    |
| 63.  | Adrian Smiseth Sejersted | 097    |
| 65.  | Riccardo Tonetti         | 093    |
| 66.  | Marc Digruber            | 092    |
| 66.  | Alexander Schmid         | 092    |
| 68.  | Filip Zubčić             | 089    |
| 69.  | Emanuele Buzzi           | 0 87   |
| 70.  | Dustin Cook              | 086    |
| 71.  | Boštjan Kline            | 083    |
| 72.  | Marc Gisin               | 081    |
| 73.  | Erik Read                | 080    |
| 74.  | Gian Luca Barandun       | 073    |
| 75.  | Ryan Cochran-Siegle      | 067    |
| 76.  | Roberto Nani             | 062    |
| 76.  | Marco Odermatt           | 062    |
| 76.  | Broderick Thompson       | 062    |
| 79.  | Štefan Hadalin           | 058    |
| 80.  | Thomas Tumler            | 057    |
| 80.  | Stefan Brennsteiner      | 057    |
| 80.  | Gino Caviezel            | 057    |
| 83.  | Trevor Philp             | 053    |
| 83.  | Thomas Biesemeyer        | 053    |
| 85.  | Marc Rochat              | 052    |
| 85.  | Elia Zurbriggen          | 052    |
| 87.  | Patrick Küng             | 051    |
| 88.  | Benjamin Thomsen         | 049    |
| 89.  | Blaise Giezendanner      | 048    |
| 90.  | Nicolas Raffort          | 047    |
| 91.  | Sebastian Holzmann       | 045    |
| 91.  | Roland Leitinger         | 045    |
| 91.  | Alexander Choroschilow   | 045    |
| 94.  | Dominik Stehle           | 044    |
| 95.  | Stian Saugestad          | 043    |
| 95.  | Johannes Kröll           | 043    |
| 97.  | Klemen Kosi              | 042    |
| 98.  | Tim Jitloff              | 040    |
| 98.  | Rasmus Windingstad       | 040    |
| 100. | Giovanni Borsotti        | 038    |
| 101. | Urs Kryenbühl            | 036    |
| 101. | Ralph Weber              | 036    |
| 101. | Adam Žampa               | 036    |
| 104. | David Chodounsky         | 034    |
| 105. | Sandro Simonet           | 32     |

| Rang | Name                     | Punkte |
| ---- | ------------------------ | ------ |
| 106. | Travis Ganong            | 30     |
| 106. | Bjørnar Neteland         | 30     |
| 106. | Andrew Weibrecht         | 30     |
| 109. | Otmar Striedinger        | 29     |
| 110. | Thibaut Favrot           | 27     |
| 111. | Reto Schmidiger          | 26     |
| 112. | Samu Torsti              | 24     |
| 112. | Niklas Köck              | 24     |
| 112. | Alexander Andrijenko     | 24     |
| 115. | Guillermo Fayed          | 23     |
| 116. | Manuel Schmid            | 22     |
| 116. | Erik Guay                | 22     |
| 118. | Thomas Mermillod Blondin | 20     |
| 119. | Steven Nyman             | 19     |
| 119. | Matej Vidović            | 19     |
| 119. | Mark Engel               | 19     |
| 122. | Wiley Maple              | 18     |
| 122. | Robin Buffet             | 18     |
| 122. | Magnus Walch             | 18     |
| 122. | Andreas Žampa            | 18     |
| 126. | Matteo Marsaglia         | 17     |
| 127. | Nils Mani                | 16     |
| 127. | Cristian Deville         | 16     |
| 129. | Thomas Hettegger         | 15     |
| 129. | Frederic Berthold        | 15     |
| 129. | Felix Monsén             | 15     |
| 129. | Christoph Krenn          | 15     |
| 129. | Andreas Romar            | 15     |
| 134. | Daniel Danklmaier        | 14     |
| 135. | Timon Haugan             | 13     |
| 135. | Matthieu Bailet          | 13     |
| 135. | Giulio Bosca             | 13     |
| 138. | Ryūnosuke Ōkoshi         | 12     |
| 139. | Nolan Kasper             | 11     |
| 139. | Marcus Monsen            | 11     |
| 141. | Patrick Thaler           | 10     |
| 141. | Nils Allègre             | 10     |
| 141. | Johannes Strolz          | 10     |
| 141. | Elias Kolega             | 10     |
| 145. | Tommaso Sala             | 09     |
| 145. | Phil Brown               | 09     |
| 147. | Werner Heel              | 08     |
| 148. | Stefan Rogentin          | 07     |
| 149. | Philipp Schmid           | 06     |
| 150. | David Ketterer           | 05     |
| 151. | Marcel Mathis            | 04     |
| 151. | Florian Schieder         | 04     |
| 151. | Jung Dong-hyun           | 04     |
| 154. | Miha Hrobat              | 03     |
| 154. | Mattia Casse             | 03     |
| 156. | Ryō Sugai                | 02     |
| 156. | Dominik Schwaiger        | 02     |
| 158. | Ondřej Berndt            | 01     |

| Rang | Name                  | Punkte |
| ---- | --------------------- | ------ |
| 1.   | Mikaela Shiffrin      | 1773   |
| 2.   | Wendy Holdener        | 1168   |
| 3.   | Viktoria Rebensburg   | 0977   |
| 4.   | Sofia Goggia          | 0958   |
| 5.   | Petra Vlhová          | 0888   |
| 6.   | Tina Weirather        | 0887   |
| 7.   | Michelle Gisin        | 0868   |
| 8.   | Ragnhild Mowinckel    | 0849   |
| 9.   | Frida Hansdotter      | 0817   |
| 10.  | Lindsey Vonn          | 0792   |
| 11.  | Federica Brignone     | 0774   |
| 12.  | Lara Gut              | 0691   |
| 13.  | Tessa Worley          | 0607   |
| 14.  | Bernadette Schild     | 0584   |
| 15.  | Anna Veith            | 0540   |
| 16.  | Nina Haver-Løseth     | 0475   |
| 17.  | Nicole Schmidhofer    | 0458   |
| 18.  | Cornelia Hütter       | 0440   |
| 19.  | Mélanie Meillard      | 0431   |
| 20.  | Johanna Schnarf       | 0424   |
| 21.  | Stephanie Brunner     | 0419   |
| 22.  | Irene Curtoni         | 0366   |
| 23.  | Denise Feierabend     | 0345   |
| 24.  | Jasmine Flury         | 0318   |
| 25.  | Marta Bassino         | 0311   |
| 26.  | Katharina Gallhuber   | 0303   |
| 27.  | Nadia Fanchini        | 0299   |
| 27.  | Stephanie Venier      | 0299   |
| 29.  | Ramona Siebenhofer    | 0296   |
| 30.  | Anna Swenn-Larsson    | 0291   |
| 31.  | Ricarda Haaser        | 0283   |
| 32.  | Manuela Mölgg         | 0282   |
| 33.  | Estelle Alphand       | 0251   |
| 34.  | Corinne Suter         | 0246   |
| 35.  | Katharina Truppe      | 0222   |
| 36.  | Katharina Liensberger | 0206   |
| 37.  | Tiffany Gauthier      | 0201   |
| 38.  | Ana Drev              | 0198   |
| 39.  | Joana Hählen          | 0191   |
| 39.  | Breezy Johnson        | 0191   |
| 41.  | Tamara Tippler        | 0190   |
| 42.  | Ana Bucik             | 0183   |
| 43.  | Erin Mielzynski       | 0182   |
| 44.  | Christina Geiger      | 0180   |
| 45.  | Alice McKennis        | 0177   |
| 46.  | Jacqueline Wiles      | 175    |

| Rang | Name                  | Punkte |
| ---- | --------------------- | ------ |
| 47.  | Priska Nufer          | 171    |
| 47.  | Marina Wallner        | 171    |
| 49.  | Sara Hector           | 166    |
| 50.  | Meta Hrovat           | 164    |
| 51.  | Lena Dürr             | 163    |
| 52.  | Chiara Costazza       | 157    |
| 53.  | Maren Skjøld          | 154    |
| 54.  | Christine Scheyer     | 148    |
| 55.  | Tina Robnik           | 144    |
| 56.  | Nicol Delago          | 131    |
| 57.  | Adeline Baud-Mugnier  | 125    |
| 58.  | Maruša Ferk           | 123    |
| 59.  | Romane Miradoli       | 116    |
| 60.  | Kristin Lysdahl       | 104    |
| 61.  | Ester Ledecká         | 101    |
| 62.  | Stacey Cook           | 99     |
| 62.  | Kira Weidle           | 99     |
| 64.  | Carmen Thalmann       | 95     |
| 65.  | Laura Gauché          | 94     |
| 65.  | Laurenne Ross         | 94     |
| 67.  | Nevena Ignjatović     | 93     |
| 68.  | Elisabeth Kappaurer   | 88     |
| 69.  | Resi Stiegler         | 80     |
| 70.  | Elena Fanchini        | 79     |
| 71.  | Simone Wild           | 77     |
| 72.  | Verena Stuffer        | 68     |
| 73.  | Emelie Wikström       | 65     |
| 74.  | Nastasia Noens        | 64     |
| 75.  | Rahel Kopp            | 63     |
| 76.  | Jennifer Piot         | 57     |
| 77.  | Michaela Wenig        | 56     |
| 78.  | Anna Hofer            | 50     |
| 79.  | Alex Tilley           | 49     |
| 80.  | Taïna Barioz          | 46     |
| 81.  | Aline Danioth         | 45     |
| 82.  | Anne-Sophie Barthet   | 43     |
| 82.  | Katharina Huber       | 43     |
| 84.  | Patrizia Dorsch       | 42     |
| 85.  | Lisa Hörnblad         | 41     |
| 86.  | Christina Ager        | 40     |
| 87.  | Marie-Michèle Gagnon  |        |
| 88.  | Coralie Frasse Sombet | 37     |
| 89.  | Mina Fürst Holtmann   | 36     |
| 90.  | Carole Bissig         | 35     |
| 90.  | Laurence St-Germain   | 35     |

| Rang | Name                     | Punkte |
| ---- | ------------------------ | ------ |
| 92.  | Meike Pfister            | 34     |
| 92.  | Kajsa Vickhoff Lie       | 34     |
| 94.  | Nadine Fest              | 31     |
| 94.  | Maren Wiesler            | 31     |
| 96.  | Roni Remme               | 29     |
| 97.  | Eva-Maria Brem           | 27     |
| 98.  | Julia Grünwald           | 26     |
| 99.  | Michaela Kirchgasser     | 24     |
| 100. | Valérie Grenier          | 23     |
| 100. | Nina Ortlieb             | 23     |
| 102. | Veronika Velez-Zuzulová  | 22     |
| 103. | Asa Andō                 | 21     |
| 104. | Jessica Hilzinger        | 20     |
| 105. | Edit Miklós              | 18     |
| 105. | Leona Popović            |        |
| 107. | Nathalie Gröbli          | 17     |
| 108. | Kristine Gjelsten Haugen | 16     |
| 108. | Adriana Jelinkova        | 16     |
| 110. | Maryna Gąsienica-Daniel  | 15     |
| 110. | Charlotta Säfvenberg     | 15     |
| 112. | Ylva Stålnacke           | 14     |
| 113. | Elena Stoffel            | 13     |
| 114. | Gabriela Capová          | 12     |
| 114. | Tricia Mangan            | 12     |
| 114. | Laura Pirovano           | 12     |
| 117. | Camille Rast             | 09     |
| 118. | Kateřina Pauláthová      | 08     |
| 119. | Martina Dubovská         | 07     |
| 119. | Nathalie Eklund          | 07     |
| 119. | Emi Hasegawa             | 07     |
| 119. | Veronique Hronek         | 07     |
| 119. | Alice Merryweather       | 07     |
| 119. | Federica Sosio           | 07     |
| 125. | Marie Massios            | 06     |
| 126. | Elena Curtoni            | 04     |
| 126. | Vanessa Kasper           | 04     |
| 128. | Alexandra Coletti        | 03     |
| 128. | Clara Direz              | 03     |
| 128. | Barbara Kantorová        | 03     |
| 128. | Esther Paslier           | 03     |
| 128. | Anastassija Romanowa     | 03     |
| 133. | Megan McJames            | 02     |
| 134. | Dajana Dengscherz        | 01     |
| 134. | Amelia Smart             | 01     |

### Abfahrt
| Rang | Athlet                  | Punkte |
| ---- | ----------------------- | ------ |
| 1    | Beat Feuz               | 682    |
| 2    | Aksel Lund Svindal      | 612    |
| 3    | Thomas Dreßen           | 446    |
| 4    | Dominik Paris           | 386    |
| 5    | Vincent Kriechmayr      | 384    |
| 6    | Matthias Mayer          | 348    |
| 7    | Kjetil Jansrud          | 343    |
| 8    | Hannes Reichelt         | 268    |
| 9    | Adrien Théaux           | 238    |
| 10   | Max Franz               | 207    |
| 11   | Peter Fill              | 191    |
| 12   | Mauro Caviezel          | 177    |
| 13   | Christof Innerhofer     | 176    |
| 14   | Aleksander Aamodt Kilde | 157    |
| 15   | Brice Roger             | 147    |
| 16   | Andreas Sander          | 141    |
| 17   | Manuel Osborne-Paradis  | 125    |
| 18   | Johan Clarey            | 121    |
| 19   | Gilles Roulin           | 109    |
| 20   | Bryce Bennett           | 105    |
| 21   | Maxence Muzaton         | 103    |
| 22   | Romed Baumann           | 75     |
| 23   | Marc Gisin              | 71     |
| 24   | Martin Čater            | 59     |
| 25   | Emanuele Buzzi          | 58     |

| Rang | Athletin            | Punkte |
| ---- | ------------------- | ------ |
| 1    | Sofia Goggia        | 509    |
| 2    | Lindsey Vonn        | 506    |
| 3    | Tina Weirather      | 394    |
| 4    | Cornelia Hütter     | 272    |
| 5    | Mikaela Shiffrin    | 256    |
| 6    | Michelle Gisin      | 240    |
| 7    | Viktoria Rebensburg | 219    |
| 8    | Ragnhild Mowinckel  | 202    |
| 9    | Nicole Schmidhofer  | 196    |
| 10   | Lara Gut            | 190    |
| 11   | Breezy Johnson      | 178    |
| 12   | Anna Veith          | 155    |
| 13   | Stephanie Venier    | 173    |
| 14   | Nadia Fanchini      | 170    |
| 15   | Jasmine Flury       | 153    |
| 16   | Johanna Schnarf     | 151    |
| 17   | Jacqueline Wiles    | 149    |
| 18   | Alice McKennis      | 134    |
| 18   | Ramona Siebenhofer  | 134    |
| 20   | Corinne Suter       | 109    |
| 21   | Stacey Cook         | 99     |
| 22   | Ester Ledecká       | 94     |
| 23   | Tiffany Gauthier    | 93     |
| 24   | Federica Brignone   | 92     |
| 25   | Kira Weidle         | 81     |

### Super-G
| Rang | Athlet                   | Punkte |
| ---- | ------------------------ | ------ |
| 1    | Kjetil Jansrud           | 400    |
| 2    | Vincent Kriechmayr       | 320    |
| 3    | Aksel Lund Svindal       | 274    |
| 4    | Hannes Reichelt          | 267    |
| 5    | Max Franz                | 226    |
| 6    | Josef Ferstl             | 195    |
| 7    | Christof Innerhofer      | 189    |
| 8    | Matthias Mayer           | 180    |
| 9    | Beat Feuz                | 174    |
| 10   | Adrien Théaux            | 169    |
| 11   | Thomas Dreßen            | 163    |
| 11   | Aleksander Aamodt Kilde  | 163    |
| 13   | Andreas Sander           | 134    |
| 14   | Peter Fill               | 115    |
| 15   | Mauro Caviezel           | 91     |
| 16   | Dominik Paris            | 87     |
| 17   | Dustin Cook              | 86     |
| 18   | Christian Walder         | 82     |
| 19   | Alexis Pinturault        | 78     |
| 20   | Adrian Smiseth Sejersted | 68     |
| 21   | Brice Roger              | 64     |
| 22   | Gilles Roulin            | 60     |
| 23   | Thomas Tumler            | 57     |
| 24   | Manuel Osborne-Paradis   | 52     |
| 25   | Blaise Giezendanner      | 47     |

| Rang | Athletin            | Punkte |
| ---- | ------------------- | ------ |
| 1    | Tina Weirather      | 461    |
| 2    | Lara Gut            | 375    |
| 3    | Anna Veith          | 339    |
| 4    | Michelle Gisin      | 313    |
| 5    | Sofia Goggia        | 311    |
| 6    | Federica Brignone   | 296    |
| 7    | Nicole Schmidhofer  | 262    |
| 8    | Johanna Schnarf     | 259    |
| 9    | Ragnhild Mowinckel  | 236    |
| 9    | Lindsey Vonn        | 236    |
| 11   | Viktoria Rebensburg | 176    |
| 12   | Cornelia Hütter     | 168    |
| 13   | Jasmine Flury       | 165    |
| 14   | Joana Hählen        | 153    |
| 15   | Corinne Suter       | 137    |
| 16   | Tamara Tippler      | 133    |
| 17   | Nadia Fanchini      | 129    |
| 18   | Tessa Worley        | 117    |
| 19   | Stephanie Venier    | 111    |
| 20   | Tiffany Gauthier    | 108    |
| 21   | Ramona Siebenhofer  | 97     |
| 22   | Wendy Holdener      | 92     |
| 23   | Priska Nufer        | 77     |
| 24   | Christine Scheyer   | 72     |
| 25   | Romane Miradoli     | 69     |

### Riesenslalom
| Rang | Athlet                        | Punkte |
| ---- | ----------------------------- | ------ |
| 1    | Marcel Hirscher               | 720    |
| 2    | Henrik Kristoffersen          | 575    |
| 3    | Alexis Pinturault             | 329    |
| 4    | Manuel Feller                 | 309    |
| 5    | Matts Olsson                  | 299    |
| 6    | Žan Kranjec                   | 272    |
| 7    | Justin Murisier               | 228    |
| 8    | Leif Kristian Nestvold-Haugen | 198    |
| 9    | Loïc Meillard                 | 175    |
| 10   | Victor Muffat-Jeandet         | 167    |
| 11   | Ted Ligety                    | 164    |
| 12   | Mathieu Faivre                | 145    |
| 13   | Stefan Luitz                  | 140    |
| 14   | Florian Eisath                | 134    |
| 15   | Manfred Mölgg                 | 132    |
| 16   | Luca De Aliprandini           | 128    |
| 17   | Tommy Ford                    | 105    |
| 18   | Thomas Fanara                 | 102    |
| 19   | Aleksander Aamodt Kilde       | 95     |
| 20   | Alexander Schmid              | 92     |
| 21   | Filip Zubčić                  | 89     |
| 22   | Riccardo Tonetti              | 64     |
| 23   | André Myhrer                  | 62     |
| 23   | Roberto Nani                  | 62     |
| 25   | Stefan Brennsteiner           | 57     |

| Rang | Athletin            | Punkte |
| ---- | ------------------- | ------ |
| 1    | Viktoria Rebensburg | 582    |
| 2    | Tessa Worley        | 490    |
| 3    | Mikaela Shiffrin    | 481    |
| 4    | Ragnhild Mowinckel  | 371    |
| 5    | Federica Brignone   | 274    |
| 6    | Stephanie Brunner   | 249    |
| 7    | Manuela Mölgg       | 248    |
| 8    | Wendy Holdener      | 203    |
| 9    | Ana Drev            | 198    |
| 10   | Sara Hector         | 161    |
| 11   | Meta Hrovat         | 158    |
| 12   | Marta Bassino       | 112    |
| 13   | Petra Vlhová        | 149    |
| 14   | Ricarda Haaser      | 146    |
| 15   | Tina Robnik         | 144    |
| 16   | Mélanie Meillard    | 139    |
| 17   | Frida Hansdotter    | 136    |
| 18   | Irene Curtoni       | 130    |
| 19   | Estelle Alphand     | 125    |
| 20   | Nina Haver-Løseth   | 124    |
| 21   | Bernadette Schild   | 121    |
| 22   | Sofia Goggia        | 106    |
| 23   | Lara Gut            | 104    |
| 24   | Kristin Lysdahl     | 93     |
| 25   | Elisabeth Kappaurer | 88     |

### Slalom
| Rang | Athlet                        | Punkte |
| ---- | ----------------------------- | ------ |
| 1    | Marcel Hirscher               | 874    |
| 2    | Henrik Kristoffersen          | 710    |
| 3    | André Myhrer                  | 460    |
| 4    | Michael Matt                  | 388    |
| 5    | Daniel Yule                   | 370    |
| 6    | Ramon Zenhäusern              | 326    |
| 7    | Luca Aerni                    | 305    |
| 8    | Sebastian Foss Solevåg        | 297    |
| 9    | Stefano Gross                 | 274    |
| 10   | Manfred Mölgg                 | 244    |
| 11   | Dave Ryding                   | 237    |
| 12   | Mattias Hargin                | 214    |
| 13   | Linus Straßer                 | 213    |
| 14   | Alexis Pinturault             | 200    |
| 15   | Victor Muffat-Jeandet         | 186    |
| 16   | Marco Schwarz                 | 174    |
| 17   | Manuel Feller                 | 172    |
| 18   | Clément Noël                  | 156    |
| 19   | Jonathan Nordbotten           | 149    |
| 20   | Leif Kristian Nestvold-Haugen | 148    |
| 21   | Jean-Baptiste Grange          | 130    |
| 22   | Loïc Meillard                 | 124    |
| 23   | Fritz Dopfer                  | 115    |
| 24   | Julien Lizeroux               | 104    |
| 25   | Felix Neureuther              | 100    |

| Rang | Athletin              | Punkte |
| ---- | --------------------- | ------ |
| 1    | Mikaela Shiffrin      | 980    |
| 2    | Wendy Holdener        | 705    |
| 3    | Frida Hansdotter      | 681    |
| 4    | Petra Vlhová          | 679    |
| 5    | Bernadette Schild     | 463    |
| 6    | Nina Haver-Løseth     | 351    |
| 7    | Katharina Gallhuber   | 303    |
| 8    | Mélanie Meillard      | 292    |
| 9    | Anna Swenn-Larsson    | 291    |
| 10   | Denise Feierabend     | 267    |
| 11   | Irene Curtoni         | 236    |
| 12   | Katharina Truppe      | 209    |
| 13   | Michelle Gisin        | 201    |
| 14   | Katharina Liensberger | 186    |
| 15   | Erin Mielzynski       | 182    |
| 16   | Christina Geiger      | 180    |
| 17   | Marina Wallner        | 171    |
| 18   | Lena Dürr             | 163    |
| 19   | Chiara Costazza       | 157    |
| 20   | Maren Skjøld          | 145    |
| 21   | Estelle Alphand       | 126    |
| 22   | Ana Bucik             | 107    |
| 23   | Resi Stiegler         | 80     |
| 23   | Carmen Thalmann       | 80     |
| 25   | Maruša Ferk           | 79     |

### Alpine Kombination
| Rang | Athlet                   | Punkte |
| ---- | ------------------------ | ------ |
| 1    | Peter Fill               | 140    |
| 2    | Kjetil Jansrud           | 110    |
| 3    | Victor Muffat-Jeandet    | 105    |
| 4    | Alexis Pinturault        | 100    |
| 5    | Mauro Caviezel           | 90     |
| 6    | Pawel Trichitschew       | 80     |
| 7    | Matthias Mayer           | 72     |
| 8    | Thomas Dreßen            | 63     |
| 9    | Justin Murisier          | 48     |
| 10   | Broderick Thompson       | 46     |
| 11   | Dominik Paris            | 45     |
| 12   | Romed Baumann            | 42     |
| 13   | Bryce Bennett            | 41     |
| 13   | Martin Čater             | 41     |
| 15   | Aleksander Aamodt Kilde  | 39     |
| 16   | Ryan Cochran-Siegle      | 31     |
| 17   | Gian Luca Barandun       | 29     |
| 17   | Riccardo Tonetti         | 29     |
| 19   | Jared Goldberg           | 28     |
| 20   | Klemen Kosi              | 26     |
| 21   | Christof Innerhofer      | 24     |
| 21   | Ted Ligety               | 24     |
| 23   | Marco Schwarz            | 22     |
| 24   | Thomas Mermillod Blondin | 20     |
| 25   | Frederic Berthold        | 15     |
| 25   | Ralph Weber              | 15     |

| Rang | Athletin            | Punkte |
| ---- | ------------------- | ------ |
| 1    | Wendy Holdener      | 150    |
| 2    | Michelle Gisin      | 109    |
| 3    | Federica Brignone   | 100    |
| 4    | Marta Bassino       | 88     |
| 5    | Ana Bucik           | 66     |
| 6    | Ramona Siebenhofer  | 65     |
| 7    | Petra Vlhová        | 60     |
| 8    | Nevena Ignjatović   | 55     |
| 9    | Denise Feierabend   | 54     |
| 10   | Lindsey Vonn        | 50     |
| 11   | Stephanie Brunner   | 45     |
| 12   | Priska Nufer        | 44     |
| 13   | Maruša Ferk         | 42     |
| 14   | Rahel Kopp          | 41     |
| 15   | Ragnhild Mowinckel  | 40     |
| 16   | Anne-Sophie Barthet | 36     |
| 17   | Sofia Goggia        | 32     |
| 18   | Ricarda Haaser      | 29     |
| 19   | Nicol Delago        | 28     |
| 20   | Christina Ager      | 27     |
| 21   | Romane Miradoli     | 26     |
| 22   | Nadine Fest         | 24     |
| 23   | Kajsa Vickhoff Lie  | 23     |
| 24   | Lara Gut            | 22     |
| 25   | Laura Gauché        | 19     |

## Podestplatzierungen Herren

### Abfahrt
| Datum      | Ort                          | 1. Platz           | 2. Platz           | 3. Platz           | Rotes Trikot       |
| ---------- | ---------------------------- | ------------------ | ------------------ | ------------------ | ------------------ |
| 25.11.2017 | Lake Louise (CAN)            | Beat Feuz          | Matthias Mayer     | Aksel Lund Svindal | Beat Feuz          |
| 02.12.2017 | Beaver Creek (USA)           | Aksel Lund Svindal | Beat Feuz          | Thomas Dreßen      | Beat Feuz          |
| 16.12.2017 | Gröden (ITA)                 | Aksel Lund Svindal | Kjetil Jansrud     | Max Franz          | Aksel Lund Svindal |
| 28.12.2017 | Bormio (ITA)                 | Dominik Paris      | Aksel Lund Svindal | Kjetil Jansrud     | Aksel Lund Svindal |
| 13.01.2018 | Wengen (SUI)                 | Beat Feuz          | Aksel Lund Svindal | Matthias Mayer     | Aksel Lund Svindal |
| 20.01.2018 | Kitzbühel (AUT)              | Thomas Dreßen      | Beat Feuz          | Hannes Reichelt    | Aksel Lund Svindal |
| 27.01.2018 | Garmisch-Partenkirchen (GER) | Beat Feuz          | Dominik Paris      |                    | Beat Feuz          |
| 27.01.2018 | Garmisch-Partenkirchen (GER) | Beat Feuz          | Vincent Kriechmayr |                    | Beat Feuz          |
| 10.03.2018 | Kvitfjell (NOR)              | Thomas Dreßen      | Beat Feuz          | Aksel Lund Svindal | Beat Feuz          |
| 14.03.2018 | Åre (SWE)                    | Vincent Kriechmayr |                    | Beat Feuz          | Beat Feuz          |
| 14.03.2018 | Åre (SWE)                    | Matthias Mayer     |                    | Beat Feuz          | Beat Feuz          |

### Super-G
| Datum      | Ort                | 1. Platz           | 2. Platz            | 3. Platz           | Rotes Trikot   |
| ---------- | ------------------ | ------------------ | ------------------- | ------------------ | -------------- |
| 26.11.2017 | Lake Louise (CAN)  | Kjetil Jansrud     | Max Franz           | Hannes Reichelt    | Kjetil Jansrud |
| 01.12.2017 | Beaver Creek (USA) | Vincent Kriechmayr | Kjetil Jansrud      | Hannes Reichelt    | Kjetil Jansrud |
| 15.12.2017 | Gröden (ITA)       | Josef Ferstl       | Max Franz           | Matthias Mayer     | Kjetil Jansrud |
| 19.01.2018 | Kitzbühel (AUT)    | Aksel Lund Svindal | Kjetil Jansrud      | Matthias Mayer     | Kjetil Jansrud |
| 11.03.2018 | Kvitfjell (NOR)    | Kjetil Jansrud     | Beat Feuz           | Brice Roger        | Kjetil Jansrud |
| 15.03.2018 | Åre (SWE)          | Vincent Kriechmayr | Christof Innerhofer | Thomas Dreßen      | Kjetil Jansrud |
| 15.03.2018 | Åre (SWE)          | Vincent Kriechmayr | Christof Innerhofer | Aksel Lund Svindal | Kjetil Jansrud |

### Riesenslalom
| Datum      | Ort                          | Disziplin             | 1. Platz                                        | 2. Platz                                        | 3. Platz                                        | Rotes Trikot    |
| ---------- | ---------------------------- | --------------------- | ----------------------------------------------- | ----------------------------------------------- | ----------------------------------------------- | --------------- |
| 29.10.2017 | Sölden (AUT)                 | Riesenslalom          | Absage wegen starken Windes. Kein Ersatzrennen. | Absage wegen starken Windes. Kein Ersatzrennen. | Absage wegen starken Windes. Kein Ersatzrennen. |                 |
| 03.12.2017 | Beaver Creek (USA)           | Riesenslalom          | Marcel Hirscher                                 | Henrik Kristoffersen                            | Stefan Luitz                                    | Marcel Hirscher |
| 09.12.2017 | Val-d’Isère (FRA)            | Riesenslalom          | Alexis Pinturault                               | Stefan Luitz                                    | Marcel Hirscher                                 | Marcel Hirscher |
| 17.12.2017 | Alta Badia (ITA)             | Riesenslalom          | Marcel Hirscher                                 | Henrik Kristoffersen                            | Žan Kranjec                                     | Marcel Hirscher |
| 18.12.2017 | Alta Badia (ITA)             | Parallel-Riesenslalom | Matts Olsson                                    | Henrik Kristoffersen                            | Marcel Hirscher                                 | Marcel Hirscher |
| 06.01.2018 | Adelboden (SUI)              | Riesenslalom          | Marcel Hirscher                                 | Henrik Kristoffersen                            | Alexis Pinturault                               | Marcel Hirscher |
| 28.01.2018 | Garmisch-Partenkirchen (GER) | Riesenslalom          | Marcel Hirscher                                 | Manuel Feller                                   | Ted Ligety                                      | Marcel Hirscher |
| 03.03.2018 | Kranjska Gora (SLO)          | Riesenslalom          | Marcel Hirscher                                 | Henrik Kristoffersen                            | Alexis Pinturault                               | Marcel Hirscher |
| 17.03.2018 | Åre (SWE)                    | Riesenslalom          | Marcel Hirscher                                 | Henrik Kristoffersen                            | Victor Muffat-Jeandet                           | Marcel Hirscher |

### Slalom
| Datum      | Ort                        | Disziplin  | 1. Platz                                        | 2. Platz                                        | 3. Platz                                        | Rotes Trikot         |
| ---------- | -------------------------- | ---------- | ----------------------------------------------- | ----------------------------------------------- | ----------------------------------------------- | -------------------- |
| 12.11.2017 | Levi (FIN)                 | Slalom     | Felix Neureuther                                | Henrik Kristoffersen                            | Mattias Hargin                                  | Felix Neureuther     |
| 10.12.2017 | Val-d’Isère (FRA)          | Slalom     | Marcel Hirscher                                 | Henrik Kristoffersen                            | André Myhrer                                    | Henrik Kristoffersen |
| 22.12.2017 | Madonna di Campiglio (ITA) | Slalom     | Marcel Hirscher                                 | Luca Aerni                                      | Henrik Kristoffersen                            | Henrik Kristoffersen |
| 01.01.2018 | Oslo (NOR)                 | City Event | André Myhrer                                    | Michael Matt                                    | Linus Straßer                                   | Marcel Hirscher      |
| 04.01.2018 | Zagreb (CRO)               | Slalom     | Marcel Hirscher                                 | Michael Matt                                    | Henrik Kristoffersen                            | Marcel Hirscher      |
| 07.01.2018 | Adelboden (SUI)            | Slalom     | Marcel Hirscher                                 | Michael Matt                                    | Henrik Kristoffersen                            | Marcel Hirscher      |
| 14.01.2018 | Wengen (SUI)               | Slalom     | Marcel Hirscher                                 | Henrik Kristoffersen                            | André Myhrer                                    | Marcel Hirscher      |
| 21.01.2018 | Kitzbühel (AUT)            | Slalom     | Henrik Kristoffersen                            | Marcel Hirscher                                 | Daniel Yule                                     | Marcel Hirscher      |
| 23.01.2018 | Schladming (AUT)           | Slalom     | Marcel Hirscher                                 | Henrik Kristoffersen                            | Daniel Yule                                     | Marcel Hirscher      |
| 30.01.2018 | Stockholm (SWE)            | City Event | Ramon Zenhäusern                                | André Myhrer                                    | Linus Straßer                                   | Marcel Hirscher      |
| 04.03.2018 | Kranjska Gora (SLO)        | Slalom     | Marcel Hirscher                                 | Henrik Kristoffersen                            | Ramon Zenhäusern                                | Marcel Hirscher      |
| 18.03.2018 | Åre (SWE)                  | Slalom     | Absage wegen starken Windes. Kein Ersatzrennen. | Absage wegen starken Windes. Kein Ersatzrennen. | Absage wegen starken Windes. Kein Ersatzrennen. | Marcel Hirscher      |

### Alpine Kombination
| Datum      | Ort          | 1. Platz              | 2. Platz           | 3. Platz       | Rotes Trikot      |
| ---------- | ------------ | --------------------- | ------------------ | -------------- | ----------------- |
| 29.12.2017 | Bormio (ITA) | Alexis Pinturault     | Peter Fill         | Kjetil Jansrud | Alexis Pinturault |
| 12.01.2018 | Wengen (SUI) | Victor Muffat-Jeandet | Pawel Trichitschew | Peter Fill     | Peter Fill        |

### Gesamtweltcupführende
| Name                       | Von        | Ort                        | Disziplin             | Bis          | Ort                        | Disziplin             | Anzahl Rennen |
| -------------------------- | ---------- | -------------------------- | --------------------- | ------------ | -------------------------- | --------------------- | ------------- |
| Felix Neureuther           | 12.11.2017 | Levi (FIN)                 | Slalom                | 25.11.2017   | Lake Louise (CAN)          | Abfahrt               | 1             |
| Beat Feuz Felix Neureuther | 25.11.2017 | Lake Louise (CAN)          | Abfahrt               | 26.11.2017   | Lake Louise (CAN)          | Super-G               | 1             |
| Kjetil Jansrud             | 26.11.2017 | Lake Louise (CAN)          | Super-G               | 10.12.2017   | Val-d’Isère (FRA)          | Slalom                | 5             |
| Henrik Kristoffersen       | 10.12.2017 | Val-d’Isère (FRA)          | Slalom                | 16.12.2017   | Gröden (ITA)               | Abfahrt               | 2             |
| Aksel Lund Svindal         | 16.12.2017 | Gröden (ITA)               | Abfahrt               | 17.12.2017   | Alta Badia (ITA)           | Riesenslalom          | 1             |
| Marcel Hirscher            | 17.12.2017 | Alta Badia (ITA)           | Riesenslalom          | 18.12.2017   | Alta Badia (ITA)           | Parallel-Riesenslalom | 1             |
| Henrik Kristoffersen       | 18.12.2017 | Alta Badia (ITA)           | Parallel-Riesenslalom | 22.12.2017   | Madonna di Campiglio (ITA) | Slalom                | 1             |
| Marcel Hirscher            | 22.12.2017 | Madonna di Campiglio (ITA) | Slalom                | Gesamtsieger | Gesamtsieger               | Gesamtsieger          | 24            |

## Podestplatzierungen Damen

### Abfahrt
| Datum      | Ort                          | 1. Platz                                                                                      | 2. Platz                                                                                      | 3. Platz                                                                                      | Rotes Trikot     |
| ---------- | ---------------------------- | --------------------------------------------------------------------------------------------- | --------------------------------------------------------------------------------------------- | --------------------------------------------------------------------------------------------- | ---------------- |
| 01.12.2017 | Lake Louise (CAN)            | Cornelia Hütter                                                                               | Tina Weirather                                                                                | Mikaela Shiffrin                                                                              | Cornelia Hütter  |
| 02.12.2017 | Lake Louise (CAN)            | Mikaela Shiffrin                                                                              | Viktoria Rebensburg                                                                           | Michelle Gisin                                                                                | Mikaela Shiffrin |
| 16.12.2017 | Val-d’Isère (FRA)            | Absage wegen ausgefallener Trainings. Ersatzrennen am 19.01.2018 in Cortina d’Ampezzo (ITA).  | Absage wegen ausgefallener Trainings. Ersatzrennen am 19.01.2018 in Cortina d’Ampezzo (ITA).  | Absage wegen ausgefallener Trainings. Ersatzrennen am 19.01.2018 in Cortina d’Ampezzo (ITA).  | Mikaela Shiffrin |
| 13.01.2018 | Bad Kleinkirchheim (AUT)     | Absage wegen ausgefallener Trainings. Ersatzrennen am 14.01.2018 in Bad Kleinkirchheim (AUT). | Absage wegen ausgefallener Trainings. Ersatzrennen am 14.01.2018 in Bad Kleinkirchheim (AUT). | Absage wegen ausgefallener Trainings. Ersatzrennen am 14.01.2018 in Bad Kleinkirchheim (AUT). | Mikaela Shiffrin |
| 14.01.2018 | Bad Kleinkirchheim (AUT)     | Sofia Goggia                                                                                  | Federica Brignone                                                                             | Nadia Fanchini                                                                                | Tina Weirather   |
| 19.01.2018 | Cortina d’Ampezzo (ITA)      | Sofia Goggia                                                                                  | Lindsey Vonn                                                                                  | Mikaela Shiffrin                                                                              | Sofia Goggia     |
| 20.01.2018 | Cortina d’Ampezzo (ITA)      | Lindsey Vonn                                                                                  | Tina Weirather                                                                                | Jacqueline Wiles                                                                              | Sofia Goggia     |
| 03.02.2018 | Garmisch-Partenkirchen (GER) | Lindsey Vonn                                                                                  | Sofia Goggia                                                                                  | Cornelia Hütter                                                                               | Sofia Goggia     |
| 04.02.2018 | Garmisch-Partenkirchen (GER) | Lindsey Vonn                                                                                  | Sofia Goggia                                                                                  | Tina Weirather                                                                                | Sofia Goggia     |
| 14.03.2018 | Åre (SWE)                    | Lindsey Vonn                                                                                  | Sofia Goggia                                                                                  | Alice McKennis                                                                                | Sofia Goggia     |

### Super-G
| Datum      | Ort                      | 1. Platz                                                                               | 2. Platz                                                                               | 3. Platz                                                                               | Rotes Trikot   |
| ---------- | ------------------------ | -------------------------------------------------------------------------------------- | -------------------------------------------------------------------------------------- | -------------------------------------------------------------------------------------- | -------------- |
| 03.12.2017 | Lake Louise (CAN)        | Tina Weirather                                                                         | Lara Gut                                                                               | Nicole Schmidhofer                                                                     | Tina Weirather |
| 09.12.2017 | St. Moritz (SUI)         | Jasmine Flury                                                                          | Michelle Gisin                                                                         | Tina Weirather                                                                         | Tina Weirather |
| 10.12.2017 | St. Moritz (SUI)         | Absage wegen schlechter Sicht. Ersatzrennen am 16.12.2017 in Val-d’Isère (FRA).        | Absage wegen schlechter Sicht. Ersatzrennen am 16.12.2017 in Val-d’Isère (FRA).        | Absage wegen schlechter Sicht. Ersatzrennen am 16.12.2017 in Val-d’Isère (FRA).        | Tina Weirather |
| 16.12.2017 | Val-d’Isère (FRA)        | Lindsey Vonn                                                                           | Sofia Goggia                                                                           | Ragnhild Mowinckel                                                                     | Tina Weirather |
| 17.12.2017 | Val-d’Isère (FRA)        | Anna Veith                                                                             | Tina Weirather                                                                         | Sofia Goggia                                                                           | Tina Weirather |
| 13.01.2018 | Bad Kleinkirchheim (AUT) | Federica Brignone                                                                      | Lara Gut                                                                               | Cornelia Hütter                                                                        | Tina Weirather |
| 14.01.2018 | Bad Kleinkirchheim (AUT) | Absage wegen anderer Änderung. Ersatzrennen am 13.01.2018 in Bad Kleinkirchheim (AUT). | Absage wegen anderer Änderung. Ersatzrennen am 13.01.2018 in Bad Kleinkirchheim (AUT). | Absage wegen anderer Änderung. Ersatzrennen am 13.01.2018 in Bad Kleinkirchheim (AUT). | Tina Weirather |
| 21.01.2018 | Cortina d’Ampezzo (ITA)  | Lara Gut                                                                               | Johanna Schnarf                                                                        | Nicole Schmidhofer                                                                     | Lara Gut       |
| 03.03.2018 | Crans-Montana (SUI)      | Tina Weirather                                                                         | Anna Veith                                                                             | Wendy Holdener                                                                         | Tina Weirather |
| 15.03.2018 | Åre (SWE)                | Sofia Goggia                                                                           | Viktoria Rebensburg                                                                    | Lindsey Vonn                                                                           | Tina Weirather |

### Riesenslalom
| Datum      | Ort                 | 1. Platz                                                                            | 2. Platz                                                                            | 3. Platz                                                                            | Rotes Trikot        |
| ---------- | ------------------- | ----------------------------------------------------------------------------------- | ----------------------------------------------------------------------------------- | ----------------------------------------------------------------------------------- | ------------------- |
| 28.10.2017 | Sölden (AUT)        | Viktoria Rebensburg                                                                 | Tessa Worley                                                                        | Manuela Mölgg                                                                       | Viktoria Rebensburg |
| 25.11.2017 | Killington (USA)    | Viktoria Rebensburg                                                                 | Mikaela Shiffrin                                                                    | Manuela Mölgg                                                                       | Viktoria Rebensburg |
| 19.12.2017 | Courchevel (FRA)    | Mikaela Shiffrin                                                                    | Tessa Worley                                                                        | Manuela Mölgg                                                                       | Mikaela Shiffrin    |
| 28.12.2017 | Lienz (AUT)         | Absage wegen negativer Wetterprognose. Ersatzrennen am 29.12.2017 in Lienz (AUT).   | Absage wegen negativer Wetterprognose. Ersatzrennen am 29.12.2017 in Lienz (AUT).   | Absage wegen negativer Wetterprognose. Ersatzrennen am 29.12.2017 in Lienz (AUT).   | Mikaela Shiffrin    |
| 29.12.2017 | Lienz (AUT)         | Federica Brignone                                                                   | Viktoria Rebensburg                                                                 | Mikaela Shiffrin                                                                    | Viktoria Rebensburg |
| 06.01.2018 | Maribor (SLO)       | Absage wegen mangelnden Schnees. Ersatzrennen am 06.01.2018 in Kranjska Gora (SLO). | Absage wegen mangelnden Schnees. Ersatzrennen am 06.01.2018 in Kranjska Gora (SLO). | Absage wegen mangelnden Schnees. Ersatzrennen am 06.01.2018 in Kranjska Gora (SLO). | Viktoria Rebensburg |
| 06.01.2018 | Kranjska Gora (SLO) | Mikaela Shiffrin                                                                    | Tessa Worley                                                                        | Sofia Goggia                                                                        | Mikaela Shiffrin    |
| 23.01.2018 | Kronplatz (ITA)     | Viktoria Rebensburg                                                                 | Ragnhild Mowinckel                                                                  | Federica Brignone                                                                   | Viktoria Rebensburg |
| 27.01.2018 | Lenzerheide (SUI)   | Tessa Worley                                                                        | Viktoria Rebensburg                                                                 | Meta Hrovat                                                                         | Viktoria Rebensburg |
| 09.03.2018 | Ofterschwang (GER)  | Ragnhild Mowinckel                                                                  | Viktoria Rebensburg                                                                 | Mikaela Shiffrin                                                                    | Viktoria Rebensburg |
| 18.03.2018 | Åre (SWE)           | Absage wegen starken Windes. Kein Ersatzrennen.                                     | Absage wegen starken Windes. Kein Ersatzrennen.                                     | Absage wegen starken Windes. Kein Ersatzrennen.                                     | Viktoria Rebensburg |

### Slalom
| Datum      | Ort                 | Disziplin       | 1. Platz                                                                            | 2. Platz                                                                            | 3. Platz                                                                            | Rotes Trikot                  |
| ---------- | ------------------- | --------------- | ----------------------------------------------------------------------------------- | ----------------------------------------------------------------------------------- | ----------------------------------------------------------------------------------- | ----------------------------- |
| 11.11.2017 | Levi (FIN)          | Slalom          | Petra Vlhová                                                                        | Mikaela Shiffrin                                                                    | Wendy Holdener                                                                      | Petra Vlhová                  |
| 26.11.2017 | Killington (USA)    | Slalom          | Mikaela Shiffrin                                                                    | Petra Vlhová                                                                        | Bernadette Schild                                                                   | Mikaela Shiffrin Petra Vlhová |
| 20.12.2017 | Courchevel (FRA)    | Parallel-Slalom | Mikaela Shiffrin                                                                    | Petra Vlhová                                                                        | Irene Curtoni                                                                       | Mikaela Shiffrin              |
| 28.12.2017 | Lienz (AUT)         | Slalom          | Mikaela Shiffrin                                                                    | Wendy Holdener                                                                      | Frida Hansdotter                                                                    | Mikaela Shiffrin              |
| 29.12.2017 | Lienz (AUT)         | Slalom          | Absage wegen anderer Änderung. Ersatzrennen am 28.12.2017 in Lienz (AUT).           | Absage wegen anderer Änderung. Ersatzrennen am 28.12.2017 in Lienz (AUT).           | Absage wegen anderer Änderung. Ersatzrennen am 28.12.2017 in Lienz (AUT).           | Mikaela Shiffrin              |
| 01.01.2018 | Oslo (NOR)          | City Event      | Mikaela Shiffrin                                                                    | Wendy Holdener                                                                      | Mélanie Meillard                                                                    | Mikaela Shiffrin              |
| 03.01.2018 | Zagreb (CRO)        | Slalom          | Mikaela Shiffrin                                                                    | Wendy Holdener                                                                      | Frida Hansdotter                                                                    | Mikaela Shiffrin              |
| 07.01.2018 | Maribor (SLO)       | Slalom          | Absage wegen mangelnden Schnees. Ersatzrennen am 07.01.2018 in Kranjska Gora (SLO). | Absage wegen mangelnden Schnees. Ersatzrennen am 07.01.2018 in Kranjska Gora (SLO). | Absage wegen mangelnden Schnees. Ersatzrennen am 07.01.2018 in Kranjska Gora (SLO). | Mikaela Shiffrin              |
| 07.01.2018 | Kranjska Gora (SLO) | Slalom          | Mikaela Shiffrin                                                                    | Frida Hansdotter                                                                    | Wendy Holdener                                                                      | Mikaela Shiffrin              |
| 09.01.2018 | Flachau (AUT)       | Slalom          | Mikaela Shiffrin                                                                    | Bernadette Schild                                                                   | Frida Hansdotter                                                                    | Mikaela Shiffrin              |
| 28.01.2018 | Lenzerheide (SUI)   | Slalom          | Petra Vlhová                                                                        | Frida Hansdotter                                                                    | Wendy Holdener                                                                      | Mikaela Shiffrin              |
| 30.01.2018 | Stockholm (SWE)     | City Event      | Nina Haver-Løseth                                                                   | Wendy Holdener                                                                      | Petra Vlhová                                                                        | Mikaela Shiffrin              |
| 10.03.2018 | Ofterschwang (GER)  | Slalom          | Mikaela Shiffrin                                                                    | Wendy Holdener                                                                      | Frida Hansdotter                                                                    | Mikaela Shiffrin              |
| 17.03.2018 | Åre (SWE)           | Slalom          | Mikaela Shiffrin                                                                    | Wendy Holdener                                                                      | Frida Hansdotter                                                                    | Mikaela Shiffrin              |

### Alpine Kombination
| Datum      | Ort                 | 1. Platz                                                                        | 2. Platz                                                                        | 3. Platz                                                                        | Rotes Trikot   |
| ---------- | ------------------- | ------------------------------------------------------------------------------- | ------------------------------------------------------------------------------- | ------------------------------------------------------------------------------- | -------------- |
| 08.12.2017 | St. Moritz (SUI)    | Abbruch wegen dichten Nebels. Ersatzrennen am 10.12.2017 in St. Moritz (SUI).   | Abbruch wegen dichten Nebels. Ersatzrennen am 10.12.2017 in St. Moritz (SUI).   | Abbruch wegen dichten Nebels. Ersatzrennen am 10.12.2017 in St. Moritz (SUI).   |                |
| 10.12.2017 | St. Moritz (SUI)    | Absage wegen schlechter Sicht. Ersatzrennen am 26.01.2018 in Lenzerheide (SUI). | Absage wegen schlechter Sicht. Ersatzrennen am 26.01.2018 in Lenzerheide (SUI). | Absage wegen schlechter Sicht. Ersatzrennen am 26.01.2018 in Lenzerheide (SUI). |                |
| 26.01.2018 | Lenzerheide (SUI)   | Wendy Holdener                                                                  | Marta Bassino                                                                   | Ana Bucik                                                                       | Wendy Holdener |
| 04.03.2018 | Crans-Montana (SUI) | Federica Brignone                                                               | Michelle Gisin                                                                  | Petra Vlhová                                                                    | Wendy Holdener |

### Gesamtweltcupführende
| Name                | Von        | Ort          | Disziplin    | Bis            | Ort            | Disziplin      | Anzahl Rennen |
| ------------------- | ---------- | ------------ | ------------ | -------------- | -------------- | -------------- | ------------- |
| Viktoria Rebensburg | 28.10.2017 | Sölden (AUT) | Riesenslalom | 11.11.2017     | Levi (FIN)     | Slalom         | 1             |
| Mikaela Shiffrin    | 11.11.2017 | Levi (FIN)   | Slalom       | Gesamtsiegerin | Gesamtsiegerin | Gesamtsiegerin | 37            |

## Mannschaftswettbewerb
| Datum      | Ort       | 1. Platz                                                                                             | 2. Platz                                                                | 3. Platz                                                                          |
| ---------- | --------- | --- | ----------------------------------------------------------------------- | --------------------------------------------------------------------------------- |
| 16.03.2018 | Åre (SWE) | SchwedenFrida Hansdotter Anna Swenn-Larsson Emelie Wikström Mattias Hargin André Myhrer Matts Olsson | FrankreichRomane Miradoli Tessa Worley – Julien Lizeroux Clément Noël – | DeutschlandLena Dürr Marina Wallner – Fritz Dopfer Alexander Schmid Linus Straßer |

## Nationencup
| Rang | Land                   | Punkte |
| ---- | ---------------------- | ------ |
| 1    | Österreich             | 10725  |
| 2    | Schweiz                | 8441   |
| 3    | Italien                | 6682   |
| 4    | Norwegen               | 6324   |
| 5    | Frankreich             | 4590   |
| 6    | Vereinigte Staaten     | 4263   |
| 7    | Deutschland            | 4046   |
| 8    | Schweden               | 3117   |
| 9    | Slowenien              | 1523   |
| 10   | Slowakei               | 967    |
| 11   | Liechtenstein          | 887    |
| 12   | Kanada                 | 848    |
| 13   | Vereinigtes Königreich | 286    |
| 14   | Russland               | 181    |
| 15   | Kroatien               | 136    |
| 16   | Tschechien             | 129    |
| 17   | Serbien                | 93     |
| 18   | Japan                  | 42     |
| 19   | Finnland               | 39     |
| 20   | Ungarn                 | 18     |
| 21   | Niederlande            | 16     |
| 22   | Polen                  | 15     |
| 23   | Südkorea               | 4      |
| 24   | Monaco                 | 3      |

| Rang | Land                   | Punkte |
| ---- | ---------------------- | ------ |
| 1    | Österreich             | 5839   |
| 2    | Norwegen               | 4596   |
| 3    | Schweiz                | 3689   |
| 4    | Frankreich             | 3028   |
| 5    | Italien                | 2700   |
| 6    | Deutschland            | 2146   |
| 7    | Schweden               | 1250   |
| 8    | Vereinigte Staaten     | 861    |
| 9    | Slowenien              | 651    |
| 10   | Kanada                 | 538    |
| 11   | Vereinigtes Königreich | 237    |
| 12   | Russland               | 178    |
| 13   | Kroatien               | 118    |
| 14   | Slowakei               | 54     |
| 15   | Finnland               | 39     |
| 16   | Japan                  | 14     |
| 17   | Südkorea               | 4      |
| 18   | Tschechien             | 1      |

| Rang | Land                   | Punkte |
| ---- | ---------------------- | ------ |
| 1    | Österreich             | 4886   |
| 2    | Schweiz                | 4752   |
| 3    | Italien                | 3982   |
| 4    | Vereinigte Staaten     | 3402   |
| 5    | Deutschland            | 1900   |
| 6    | Schweden               | 1867   |
| 7    | Norwegen               | 1728   |
| 8    | Frankreich             | 1562   |
| 9    | Slowakei               | 913    |
| 10   | Liechtenstein          | 887    |
| 11   | Slowenien              | 872    |
| 12   | Kanada                 | 310    |
| 13   | Tschechien             | 128    |
| 14   | Serbien                | 93     |
| 15   | Vereinigtes Königreich | 49     |
| 16   | Japan                  | 28     |
| 17   | Kroatien               | 18     |
| 17   | Ungarn                 | 18     |
| 19   | Niederlande            | 16     |
| 20   | Polen                  | 15     |
| 21   | Monaco                 | 3      |
| 21   | Russland               | 3      |

## Statistik zu den Rennsiegen
Bei den Damen gab es in 38 Rennen 15 verschiedene Siegerinnen. Dabei war Mikaela Shiffrin zwölfmal erfolgreich, gefolgt von Lindsey Vonn mit fünf sowie Federica Brignone, Sofia Goggia und Viktoria Rebensburg mit je drei Siegen. 16 Herren teilten sich die 37 Rennsiege (davon zwei ex-aequo). Hier dominierte Marcel Hirscher mit 13 Siegen, dahinter verzeichneten Beat Feuz, Vincent Kriechmayr und Aksel Lund Svindal je drei Siege.
Während es bei den Damen nur zwei neue Siegerinnen gab (Jasmine Flury im Super-G von St. Moritz und Ragnhild Mowinckel im Riesenslalom von Ofterschwang), waren es sechs Premierensieger bei den Herren: Vincent Kriechmayr im Super-G von Beaver Creek, Josef Ferstl im Super-G von Gröden, Matts Olsson im Parallel-Riesenslalom von Alta Badia, Ramon Zenhäusern beim City Event von Stockholm, Thomas Dreßen in der Abfahrt von Kitzbühel und Victor Muffat-Jeandet in der Kombination von Wengen.

### Podestplätze der Damen
| Land | Land | 1. | 2. | 3. |
| ---- | ---- | -- | -- | -- |
| 01   | USA  | 17 | 3  | 7  |
| 02   | ITA  | 6  | 7  | 8  |
| 03   | SUI  | 3  | 10 | 6  |
| 04   | GER  | 3  | 5  | –  |
| 05   | LIE  | 2  | 3  | 2  |
| 06   | AUT  | 2  | 2  | 5  |
| 07   | SVK  | 2  | 2  | 2  |
| 08   | NOR  | 2  | 1  | 1  |
| 09   | FRA  | 1  | 3  | –  |
| 10   | SWE  | –  | 2  | 5  |
| 11   | SLO  | –  | –  | 2  |

| Land | Land | 1. | 2. | 3. |
| ---- | ---- | -- | -- | -- |
| 1    | USA  | 5  | 1  | 4  |
| 2    | ITA  | 2  | 4  | 1  |
| 3    | AUT  | 1  | –  | 1  |
| 4    | LIE  | –  | 2  | 1  |
| 5    | GER  | –  | 1  | –  |
| 6    | SUI  | –  | –  | 1  |

| Land | Land | 1. | 2. | 3. |
| ---- | ---- | -- | -- | -- |
| 1    | SUI  | 2  | 3  | 1  |
| 2    | ITA  | 2  | 2  | 1  |
| 3    | LIE  | 2  | 1  | 1  |
| 4    | AUT  | 1  | 1  | 3  |
| 5    | USA  | 1  | –  | 1  |
| 6    | GER  | –  | 1  | –  |
| 7    | NOR  | –  | –  | 1  |

| Land | Land | 1. | 2. | 3. |
| ---- | ---- | -- | -- | -- |
| 1    | GER  | 3  | 3  | –  |
| 2    | USA  | 2  | 1  | 2  |
| 3    | FRA  | 1  | 3  | –  |
| 4    | ITA  | 1  | –  | 5  |
| 5    | NOR  | 1  | 1  | –  |
| 6    | SLO  | –  | –  | 1  |

| Land | Land | 1. | 2. | 3. |
| ---- | ---- | -- | -- | -- |
| 1    | USA  | 9  | 1  | –  |
| 2    | SVK  | 2  | 2  | 1  |
| 3    | NOR  | 1  | –  | –  |
| 4    | SUI  | –  | 6  | 4  |
| 5    | SWE  | –  | 2  | 5  |
| 6    | AUT  | –  | 1  | 1  |
| 7    | ITA  | –  | –  | 1  |

| Land | Land | 1. | 2. | 3. |
| ---- | ---- | -- | -- | -- |
| 1    | ITA  | 1  | 1  | –  |
| 1    | SUI  | 1  | 1  | –  |
| 3    | SLO  | –  | –  | 1  |
| 3    | SVK  | –  | –  | 1  |

### Podestplätze der Herren
| Land | Land | 1. | 2. | 3. |
| ---- | ---- | -- | -- | -- |
| 01   | AUT  | 17 | 9  | 9  |
| 02   | NOR  | 6  | 16 | 8  |
| 03   | SUI  | 4  | 5  | 4  |
| 04   | GER  | 4  | 1  | 4  |
| 05   | FRA  | 3  | –  | 4  |
| 06   | SWE  | 2  | 1  | 3  |
| 07   | ITA  | 1  | 3  | 1  |
| 08   | RUS  | –  | 1  | –  |
| 10   | SLO  | –  | –  | 1  |
| 10   | USA  | –  | –  | 1  |

| Land | Land | 1. | 2. | 3. |
| ---- | ---- | -- | -- | -- |
| 1    | SUI  | 3  | 3  | 1  |
| 2    | NOR  | 2  | 3  | 3  |
| 3    | AUT  | 2  | 2  | 3  |
| 4    | GER  | 2  | –  | 1  |
| 5    | ITA  | 1  | 1  | –  |

| Land | Land | 1. | 2. | 3. |
| ---- | ---- | -- | -- | -- |
| 1    | NOR  | 3  | 2  | 1  |
| 2    | AUT  | 2  | 2  | 4  |
| 3    | GER  | 1  | –  | 1  |
| 4    | ITA  | –  | 1  | –  |
| 4    | SUI  | –  | 1  | –  |
| 6    | FRA  | –  | –  | 1  |

| Land | Land | 1. | 2.  | 3. |
| ---- | ---- | -- | --- | -- |
| 1    | AUT  | 6  | 1   | 2  |
| 2    | FRA  | 1  | –   | 3  |
| 3    | SWE  | 1  | –   | –  |
| 4    | NOR  | –  | 6   | –  |
| 5    | GER  | –  | 1   | 1  |
| 6    | SLO  | –  | – 1 |    |
| 6    | USA  | –  | –   | 1  |

| Land | Land | 1. | 2. | 3. |
| ---- | ---- | -- | -- | -- |
| 1    | AUT  | 7  | 4  | –  |
| 2    | NOR  | 1  | 5  | 3  |
| 3    | SWE  | 1  | 1  | 3  |
| 3    | SUI  | 1  | 1  | 3  |
| 5    | GER  | 1  | –  | 2  |

| Land | Land | 1. | 2. | 3. |
| ---- | ---- | -- | -- | -- |
| 1    | FRA  | 2  | –  | –  |
| 2    | ITA  | –  | 1  | 1  |
| 3    | RUS  | –  | 1  | –  |
| 4    | NOR  | –  | –  | 1  |

## Saisonverlauf

### Regeln
Die wichtigste Neuerung betraf den Skiradius im Herren-Riesenslalom. Dieser wurde von 35 Meter auf 30 Meter verringert. Damit sollte den Rückenproblemen vieler Athleten begegnet werden. Zudem wurden bei den Herren die Kurssetzer im Super-G, Riesenslalom und Slalom erst fünf Tage vor den Rennen und nicht mehr bereits vor der Saison ausgelost. Außerdem hätte bei den Damen zum ersten Mal seit vielen Jahren eine Abfahrt in zwei Durchgängen ausgetragen werden sollen.

### Todesfall
Bei einem Trainingsunfall im kanadischen Skigebiet Nakiska starb am 13. November 2017 der französische Skifahrer David Poisson. Dieser hatte bei den Alpinen Skiweltmeisterschaften in Schladming 2013 die Bronzemedaille in der Herren-Abfahrt gewonnen. Er hinterließ seine Frau und seinen einjährigen Sohn.

### Verletzungen
Bei der Vorbereitung auf die Saison erlitt Marcel Hirscher (Österreich) einen Knöchelbruch, Ilka Štuhec (Slowenien) einen Kreuzbandriss und Niels Hintermann (Schweiz) eine Nervenschädigung.
Herren:
- Felix Neureuther: Kreuzbandriss im Training am 25. November, wobei er sich erst verspätet zu einer OP (durchgeführt in Innsbruck) entschloss.
- Gino Caviezel: Schlüsselbeinbruch am 15. November beim Riesenslalomtraining in Zinal, worauf er noch am selben Nachmittag operiert wurde. Beim Sturz hatte er auch eine Gehirnerschütterung erlitten. Es wurde eine Pause von sechs Wochen vorausgesagt[4], er kehrte aber kurze Zeit danach wieder ins Renngeschehen zurück.
- Stefan Luitz: am 17. Dezember Kreuzbandriss nach ca. 9 Sekunden Fahrt im ersten Durchgang des Riesenslaloms von Alta Badia.
- Roland Leitinger: Kreuzbandriss am 11. Januar beim freien Skifahren auf der Reiteralm.

Damen:
- Simone Wild: am 25. Oktober Riss im rechten Schienbein unterhalb des Knies beim Training auf der Diavolezza (Engadin); sie konnte beim Riesenslalom von Killington am 25. November wieder an den Start gehen.
- Michelle Gisin: am 25. Oktober beim Training am Söldener Gletscher mit Innenbandriss im rechten Knie; auch sie konnte aber schon wieder beim Slalom von Levi (11. November) starten, wo sie Rang 15 belegte.
- Elena Curtoni: Kreuzbandriss im rechten Knie am 17. November beim Riesenslalomtraining in Copper Mountain.
- Marie-Michèle Gagnon: am 30. November beim Abfahrtstraining in Lake Louise Riss des vorderen Kreuzbandes im rechten Knie, damit Ausfall für die gesamte Saison.[5]
- Elena Fanchini: bei der Abfahrts-Vizeweltmeisterin von 2005 wurde laut diversen Meldungen vom 14. Januar ein Tumor festgestellt, so dass sie die Saison beenden musste.
- Jacqueline Wiles: bei der Abfahrt am 3. Februar in Garmisch-Partenkirchen (Kreuzbandriss, Wadenbeinbruch, Bruch des Schienbeinkopfes; damit Olympia-Aus).
- Die Schweizer Nachwuchshoffnung Mélanie Meillard und auch Österreichs Stefan Brennsteiner mit den Verletzungen bei Olympia, die auch das vorzeitige Saisonende bedeuteten.
- Am 20. März unmittelbar nach dem Saisonende der Kreuzband- und Meniskusriss im linken Knie bei Stephanie Brunner, die in der Abfahrt der österreichischen Jugendmeisterschaften in Saalbach-Hinterglemm eigentlich nur zu Trainingszwecken mitgefahren war. Sie wurde noch am selben Tag in Innsbruck operiert.[6]

### Comebacks
Zu Beginn der Saison kehrten neben Marcel Hirscher (Österreich) nach seinem Knöchelbruch auch Anna Veith (Österreich) nach einer Patellasehnenentzündung, Lara Gut (Schweiz) nach einem Kreuzbandriss, Aksel Lund Svindal (Norwegen) nach Knieproblemen, Eva-Maria Brem (Österreich) nach einem Schien- und Wadenbeinbruch und Ted Ligety (Vereinigte Staaten) nach Rückenproblemen zurück.
Herren:
- Thomas Fanara startete praktisch ein Jahr nach seinem am 4. Dezember 2016 in Val-d’Isère erlittenen Kreuzbandriss am 3. Dezember 2017 erstmals wieder in Beaver Creek; er belegte im dortigen Riesenslalom Rang 28.
- Fritz Dopfer beim Slalom von Levi.
- Christof Innerhofer bei der Abfahrt von Lake Louise.

Damen:
- Lindsey Vonn und Carmen Thalmann erstmals beim Riesenslalom von Sölden (beide kamen nicht in den zweiten Lauf).
- Michaela Kirchgasser war – nach einer Knieoperation im Mai – wieder beim Slalom von Killington (26. November) dabei.
- Sowohl Taïna Barioz (Verletzung am 28. Dezember 2016 im zweiten Durchgang des Riesenslaloms am Semmering) als auch Eva-Maria Brem kehrten beim Riesenslalom von Killington zurück.
- In der Abfahrt von Lake Louise waren es Cornelia Hütter (die zudem gewann) sowie die beiden „Zauchensee-Opfer“ vom Januar 2017, Nadia Fanchini (Rang 38) und Edit Miklós (Rang 44). Miklòs und Hütter erlitten erneute Verletzungen: Die Ungarin stürzte am 15. Januar im Zielauslauf des Super-G von Bad Kleinkirchheim und fiel für die weitere Saison aus. Hütter kam am 8. März bei Riesenslalom-Trainings auf der Reiteralm zu Sturz; es wurden eine Lungenprellung und eine Läsion der Milz diagnostiziert, womit sie beim Saisonfinale in Åre nicht mitfahren konnte.[8]
- Julia Mancuso mit dem Versuch eines Comebacks nach 2 Jahren und 8 Monaten (Hüftoperation im Sommer 2015): Sie startete beim Slalom der abgebrochenen Kombination von St. Moritz am 8. Dezember, wobei sie Letzte wurde; es war ihr aber nicht um die Platzierung, sondern um die Rückkehr ins US-Team gegangen. Am 19. Januar, bei ihrem 399. Weltcup-Start, kam bei der ersten Abfahrt in Cortina d’Ampezzo das endgültige Karriereende.
- Das überraschende Comeback von Veronika Velez-Zuzulová beim Slalom auf der Lenzerheide am 28. Januar; auch hier der endgültige Abschied am 10. März in Ofterschwang.
- Am 9. März das nach ca. drei Jahren zustande gekommene Comeback von Veronique Hronek im Riesenslalom in Ofterschwang.

### Weltcup-Entscheidungen
Hinsichtlich des Gesamtweltcups war bereits vor der Unterbrechung wegen der Olympischen Spiele praktisch klar, dass sowohl Marcel Hirscher (zu jenem Zeitpunkt 1294 Punkte vor Henrik Kristoffersen mit 1045) als auch Mikaela Shiffrin (1513, Zweite Wendy Holdener mit 842) ihre Vorjahrserfolge wiederholen würden. Shiffrin hatte zwischendurch mehrere Speed-Rennen ausgelassen, ohne ernsthaft in Bedrängnis zu geraten. Im Slalom führte sie mit 780 Punkten (Vlhová 605) die Disziplinenwertung an. Nach Olympia kehrte sie erst wieder in Ofterschwang in den Weltcupzirkus zurück, wo sie den Sieg in der Slalomwertung fixierte. Hirscher sicherte sich sowohl die große Kugel als auch die kleinen Kugeln in Riesenslalom und Slalom bereits (wie im Vorjahr) in Kranjska Gora. Ein Aufholen für Kristoffersen war dadurch nicht möglich, weil ihm für Starts in den Speed-Disziplinen mangels ausreichender FIS-Punkte die Erlaubnis fehlte.
Herren:
- Abfahrt: Beat Feuz konnte die erste Kugel seiner Karriere beim Finale in Åre erobern, in das er mit 60 Punkten Vorsprung auf Aksel Lund Svindal gestartet war. Als Svindal in der finalen Abfahrt im Ziel hinter dem bereits vor ihm gestarteten und zu diesem Zeitpunkt auf Rang 1 liegenden Feuz platziert war, stand der Sieg des Schweizers fest. Vorentscheidungen waren in Kitzbühel und Garmisch-Partenkirchen gefallen: Ränge 2 und 1 für Feuz, während Svindal die Ränge 8 und 4 belegte. Dominik Paris fiel bereits nach der Abfahrt von Kvitfjell außer Betracht.
- Super-G: Dank der Ausfalles bzw. der geringen Punktezahl seiner Konkurrenten Svindal und Vincent Kriechmayr beim vorletzten Rennen in Kvitfjell (zudem mit eigenem Sieg) stand Kjetil Jansrud, der mit 260 Punkten gegenüber 214 bzw. 200 geführt hatte, vorzeitig als Disziplinensieger fest. Der norwegische Verband sicherte sich in ununterbrochener Reihenfolge seit 2011/12 erneut diese Wertung. Mit der bereits zwölften kleinen Kugel (Svindal 5; Jansrud 3; Aamodt, Thorsen, Skårdal, Kilde je 1) untermauerten die Norweger ihre Vormachtstellung in dieser Disziplin.
- Kombination: Wie immer war diese Entscheidung bereits Wochen vor Saisonende gefallen, wobei der schon vierfache Gewinner und auch Sieger des ersten Saisonbewerbs, Alexis Pinturault, durch die Nichtteilnahme in Wengen (er zog Training vor) die Chance auf einen weiteren Titel nicht wahrnahm.

Damen:
- Abfahrt: Sofia Goggia ging mit 429 Punkten ins Finale, gefolgt von Lindsey Vonn (406); theoretische Chancen hatte auch noch Tina Weirather gehabt (358). Vonn gewann zwar in Åre, da aber Goggia Zweite wurde, blieben dieser drei Punkte Vorsprung und sie wurde als zweite Frau des F.I.S.I. (nach Isolde Kostner 2000/01 und 2001/02) Abfahrts-Disziplinengewinnerin. Vonn, die ihre Chancen durch einen schlechten Saisonstart vergeben hatte, konnte mit ihrem 82. Rennsieg die Differenz auf den Rekord von Ingemar Stenmark (86 Siege) verringern.
- Super-G: Vor dem vorletzten Rennen war Lara Gut mit 339 Zählern noch vor Weirather (321) gelegen; die Drittplatzierte Johanna Schnarf (233) war bereits ohne Chance. Doch Weirather siegte in Crans-Montana (Rang 7 für Gut), sodass die Liechtensteinerin mit 52 Punkten Vorsprung nach Schweden anreiste. Weil Gut dort ausschied, war die Entscheidung gefallen.
- Riesenslalom: Hier betrug der Vorsprung von Viktoria Rebensburg gegenüber Tessa Worley 92 Punkte, sodass es für die Französin schwer gewesen wäre (sie hätte siegen, Rebensburg ohne Punkte bleiben müssen), ihren Vorjahrstitel zu verteidigen. Durch die witterungsbedingte Absage stand schon am Morgen des 18. März fest, dass die Olympiasiegerin von 2010 sich zum dritten Mal (nach 2010/11 und 2011/12) die Wertung gesichert hatte.
- Kombination: Später als bei den Herren fiel die Entscheidung erst Anfang März, wobei Wendy Holdener Rang 4 in Crans-Montana zu einem deutlichen Vorsprung reichte.